# Memaliaj
Memaliaj város Albánia délnyugati részén, Gjirokastra városától légvonalban 33, közúton 36 kilométerre észak–északnyugatra, a Vjosa folyó bal partján. Gjirokastra megyén belül Memaliaj község központja, Memaliaj alközség székhelye, egyúttal egyetlen települése. A 2011-es népszámlálás alapján az alközség, vagyis Memaliaj népessége 2647 fő. Fiatal bányászváros, amelyet 1991 óta munkanélküliség és elvándorlás sújt.

## Fekvése
Memaliaj délnyugatról a Kurvelesh hegyvidékéhez tartozó Treseniki-hegység, keletről a Shëndëlliai-hegység, északról a Mallakastra hegyvidékének szorításában, a Vjosa völgymedencéjében, a folyó bal partján, kanyarulatának öblözetében fekszik. Az ókorban a ma Memaliajnak otthont adó völgymedencét Meleoni-sík néven ismerték. A város nyugati határában halad el a Durrëst a kakavijai határátkelővel összekötő SH4-es jelű főút.

## Története
Memaliaj mellett nyitották meg az ország első barnakőszénbányáját 1918-ban, de a szénhozam még 1939-ben sem haladta meg az évi 7 ezer tonnát. Az intenzív termelés a második világháborút követően, 1946-ban indult meg. Az 1950-es évek folyamán a régi falu (ma Memaliaj-Fshat) mellett épült fel a szocialista bányász- és iparváros, amely a dél-albániai szénvidék központja lett. A Memaliaj környéki szénbányák termelése 1990-re elérte az évi 500 ezer tonnát. Az 1991-es rendszerváltást követően a bányák és üzemek bezárása súlyos munkanélküliséget és nagy arányú elvándorlást idézett elő, a város népessége az azóta eltelt évtizedekben jelentősen lecsökkent.

## Nevezetességei
Memaliaj látnivalókban szűkölködő fiatal iparváros.